# Своге
Своге (болг. Своге) — город в Болгарии. Находится в Софийской области, входит в общину Своге. Население составляет 7647 человек (2022).